# Yevgeniy Aronovich Dolmatovsky
Yevgeniy Aronovich Dolmatovsky (tiếng Nga: Евге́ний Аро́нович Долматовский, 22 tháng 4 năm 1915 – 10 tháng 9 năm 1994) – nhà thơ, nhà văn người Nga.

## Tiểu sử
Yevgeny Dolmatovsky sinh ra trong gia đình một luật sư, phó giáo sư Đại học Luật Moskva. Trong thời gian học ở trường trung cấp sư phạm đã in thơ ở nhiều tờ báo thiếu nhi. Từ năm 1929 làm phóng viên của các tạp chí thiếu nhi: Дружные ребята, Пионер, Пионерская правда. Trong các năm 1932 – 1934 Yevgeny Dolmatovsky làm việc ở công trường xây dựng metro của thành phố Moskva. Các năm 1932 - 1937 học Trường Viết văn M. Gorky. Quyển thơ đầu tiên in năm 1934.
Tháng 3 năm 1938 bố của Yevgeny Dolmatovsky bị bắt giam vì tội tham gia vào tổ chức phản cách mạng và bị xử bắn tháng 2 năm 1939. Đến tháng 12 năm 1954 ông được phục hồi danh dự.
Từ năm 1939 đến năm 1945 Dolmatovsky làm phóng viên chiến trường ở nhiều mặt trận khác nhau. Năm 1941 ông bị bắt làm tù binh nhưng trốn thoát và lại tiếp tục ra mặt trận. Ông nổi tiếng không chỉ vì văn, thơ mà còn bởi những bài hát phổ thơ ông được dùng trong rất nhiều bộ phim nổi tiếng. Vì những đóng góp của mình, ông được tặng Giải thưởng Nhà nước và rất nhiều các loại huân, huy chương của Nhà nước Nga và Xô Viết.
Yevgeny Dolmatovsky từng sang thăm Việt Nam nhiều lần trong thời kỳ chiến tranh chống Mỹ và có một số tác phẩm viết về Việt Nam.
Yevgeny Dolmatovsky mất ở Moskva ngày 10 tháng 9 năm 1994.

## Tác phẩm
Thơ:
- Лирика (1934, сборник стихов);
- День (1935, сборник стихов);
- Феликс Дзержинский (1938, поэма);
- Дальневосточные стихи (1939, цикл стихотворений);
- Московские рассветы (1941, цикл стихотворений);
- Степная тетрадь (1943, цикл стихотворений);
- Вера в победу (1944, цикл стихотворений);
- Письма издалека (1945, цикл стихотворений);
- Одна судьба (1942—1946, поэтическая трилогия);
- Слово о завтрашнем дне (1949, цикл стихотворений);
- Песнь о лесах (1949, текст оратории);
- Сталинградские стихи (1952, цикл стихотворений);
- Добровольцы (1956, роман в стихах);
- Последний поцелуй (1967, поэма);
- Верность (1970, цикл баллад);
- Руки Гевары (1972, поэма);
- Чили в сердце (1973, поэма);
- Побег (1974, поэма);
- Хождение в Рязань (1975, поэма);
- Письма сына (1977, поэма);
- У деревни «Богатырь» (1981, поэма).

Văn xuôi:
- Зеленая брама. Документальная легенда об одном из первых сражений Великой Отечественной войны (1979—1989).

Phê bình văn học:
- Из жизни поэзии (1965);
- Молодым поэтам (1981).

Bài hát trong phim:
- 1939 — Истребители — «Любимый город»
- 1941 — Морской ястреб - «Уходит от берега «Ястреб морской»»
- 1949 — Встреча на Эльбе
- 1954 — Мы с вами где-то встречались… — «Песня Ларисы»[2]
- 1957 — Екатерина Воронина — «Здесь у нас на Волге»
- 1958 — На дорогах войны — «Песня о Севастополе»[3]
- 1958 — Добровольцы — «Комсомольцы-добровольцы» «А годы летят…»
- 1963 — Мечте навстречу
- 1964 — Армия трясогузки
- 1971 — Молодые